# Ferugliotheriidae
Ferugliotheriidae er den ene af to familier, man har kendskab til, i ordenen Gondwanatheria, som en kryptisk gruppe af uddøde pattedyr. Gondwanatherer er blevet klassificeret som en gruppe med et usikkert slægtskabsforhold eller som medlemmer af Multituberculata – en stor uddød pattedyrsorden. Det bedstkendte repræsentant for Ferugliotheriidae er slægten Ferugliotherium fra den sene kridttid i Argentina. En anden slægt, Trapalcotherium, kendes kun fra en enkelt tand, en første nedre molariform (kindtandslignende tand), ligeledes fra den sene kridttid men dog fra en anden argentinsk lokalitet. Endnu en slægt, som kun kendes fra en enkelt tand (i dette tilfælde en fjerde nedre forkindtand), har navnet Argentodites og blev først beskrevet som en ikke-relateret multituberculatus, men blev senere identificeret som muligvis relateret til Ferugliotherium. Endelig repræsenterer en enkelt tand, kaldet LACM 149371, måske en sidste øvre molariform, fra det palæogene Peru måske et beslægtet dyr.
Ferugliotheriider kendes fra isolerede, lavkronede (brachydont) tænder og muligvis et fragment af en nedre kæbe. Ferugliotherium er estimeret til at have vejet 70 g. Fortænderne er lange og fremliggende og har kun et bånd af emalje på noget af tanden. Kæbefragmentet indeholder en lang tandskål til fortanden og bærer en klingelignende fjerde nedre forkindtand i lighed med dem multituberculater har. Forkindtanden fra Argentodites er af tilsvarende karakter. To øvre forkindtænder ligner også multituberculattænder, men om disse forkindtænder kan henlægges til Ferugliotheriidae er kontroversielt. Molariformer er rektangulære og lavkronede og består af langsgående rækker af tyggehøje, forbundet af tværgående kamme og adskilt af tværgående furer. Nedre molariformer har to tyggehøjsrækker, og den eneste kendte formodede øvre molariform har tre. Lavkronede og klingelignende tænder som de ses hos ferugliotheriider kan have været evolutionære forløbere for de højkronede (hypsodont) tænder som kendes fra den anden gondwanatherefamilie, Sudamericidae.
De fleste ferugliotheriider kommer fra den sene kridttid (æraerne Campanium-Maastrichtium, 84-66 millioner år siden) i Argentina, hvor de muligvis har levet i et markslignende eller kystnært miljø. De levede sammen med pattedyr som dryolestoider og en række andre dyr, herunder dinosaurer. Ferugliotheriider kan have været planteædere eller altædende dyr.

## Taksonomi
Det første medlem af Ferugliotheriidae-familien, der blev opdaget, Ferugliotherium windhauseni, blev navngivet i 1986 af den argentinske palæontolog Joseph Bonaparte på basis af tanden fra Los Alamitos-formationen i Argentina, der stammer fra den sene kridttid. Bonaparte placerede Ferugliotherium som det eneste medlem af den nye familie, Ferugliotheriidae, hvilken han forsøgsvis tildelte til ordenen Multituberculata, en stor gruppe af uddøde pattedyr (uddøde fra både kloakdyr og theriaer, de to store grupper af levende pattedyr), der i særdeleshed var udbredte på de nordlige kontinenter (Laurasien), men ikke tidligere var blevet fundet i syd (Gondwanaland). I 1990 navngav Bonaparte en anden art, Vucetichia gracilis, fra Los Alamitos. Han placerede den i familien Gondwanatheriidae sammen med Gondwanatherium, et andet Los Alamitos-pattedyr, i ordenen Gondwanatheria, som også indeholdte familien Sudamericidae – dengang med kun én slægt; Sudamerica. Bonaparte betragtede gondwanathererne som sandsynligvis værende tættest relateret til gumlere (dovendyr, bæltedyr og myreslugere) inden for en gruppe kaldet Paratheria.
Bonaparte sammenlagde yderligere familien Gondwanatheriidae og Sudamericidae under sidstnævnte i 1990 og, sammen med David Krause, omdefinerede Gondwanatheria som en underorden af multituberculat, der inkluderede både Ferugliotheriidae og Sudamericidae, og afviste således et slægtskab mellem gondwanatherer og xenarthraner. Krause, Bonaparte og Zofia Kielan-Jaworowska beskrev Ferugliotherium på ny i 1992 og foreslog at tænderne, som Vucetichia var baseret på eventuelt var slidte eksemplarer af Ferugliotherium. De placerede Ferugliotherium blandt multituberculaterne og foreslog at de muligvis var en del af underordenen Plagiaulacoidea. Det følgende år bekræftede Krause, at Vucetichia gracilis er et synonym for Ferugliotherium windhauseni. Sammen med Bonaparte foreslog han også at klassificere gondwanatherer som en overfamilie (Gondwanatherioidea) inden for Plagiaulacoidea, inklusiv familierne Ferugliotheriidae og Sudamericidae. I 1996 identificerede Kielan-Jaworowska og Bonaparte forsøgsvis et nedre kæbefragment med en multituberculat-lignende fjerde nedre forkindtand (p4) fra Los Alamitos som Ferugliotherium. På basis af kæbefragmentets morfologiske kendetegn argumenterede de for at gondwanatherer ikke er tæt beslægtet til nogen anden multituberculatgruppe, og placerede dem som konsekvens deraf i sin egen underorden, Gondwanatheria.
I 1999 beskrev Rosendo Pascual og kolleger en nedre kæbe fra Sudamerica, som tidligere kun kendtes fra en enkelt tand. Dette kæbefragment viste, at Sudamerica havde fire molariformer (kindtandslignende tænder) på begge sider af den nedre kæbe, hvilket er mere end nogen anden multituberculat, og som konsekvens deraf fjernede de gondwanatherer fra Multituberculata og betragtede deres slægtskab som uvist. Dette medførte, at Kielan-Jaworowska og kolleger udelukkede Gondwanatheria fra multituberculater, men identificerede kæbefragmentet og få øvre forkindtænder fra Ferugliotherium som ubestemmelige multituberculater i en afhandling fra 2001 og en bog fra 2004. Yamila Gurovich og Robin Beck identificerede imidlertid disse fosiler i 2001 som Ferugliotherium og argumenterede for et tæt slægtskab mellem gondwanatherer (inklusiv Ferugliotheriidae) og multituberculater.
I 2000'erne blev yderligere medlemmer af Ferugliotheriidae beskrevet. I 2004 beskrev Francisco Goin og kolleger en enlig mystisk tand fra det palæogene Peru, LACM 149371; deres bedste skøn var at den repræsenterede et medlem af Ferugliotheriidae. På basis af en enkelt p4 navngav Kielan-Jaworowska og kolleger Argentodites coloniensis, fra det sene kridttids La Colonia-formation i Argentina, i 2007 som en multituberculat, muligvis tilhørende underordenen Cimolodonta. Dog argumenterede Gurovich og Beck for at p4 fra Argentodites ikke afveg væsentligt fra den i kæben, som de tilskrev Ferugliotherium, og at Argentodites var baseret på et eksemplar af enten Ferugliotherium eller et tæt relateret dyr. Guillermo Rougier og kolleger beskrev pattedyr fra Allen-formationen, en tredje argentinsk formation fra nogenlunde samme tid, i 2009, inklusiv en ny ferugliotheriid, Trapalcotherium matuastensis. De betragtede også Argentodites som sandsynligvis værende Ferugliotherium og foreslog at Ferugliotheriidae enten er multituberculater eller nært relateret til dem.

## Beskrivelse
Ferugliotheriider kendes fra et få dusin enkeltstående tænder og et kæbefragment, hvis tilskrivelse til arten er temmelig angribeligt. De fleste fossiler henregnes som tilhørende Ferugliotherium; Trapalcotherium ogd Argentodites blev begge beskrevet på basis af blot en enkelt tand. Deres nøjagtige tandsystemsformel er ukendt, men fortænder, forkindtænder og molariforme tænder er blevet identificeret. Gurovich foreslog, at Ferugliotherium havde en fortand (muligvis to i den øvre kæbe), ingen hjørnetænder, en eller to forkindtænder og to kindtænder på hver side af de øvre og nedre kæbepartier.
Ulig de meget højkronede (hypsodont) sudamericider er ferugliotheriidtænder lavkronede (brachydont). Ydermere har sudamericidmolariformer tendens til at være større og støttes af en stor rod, men de mindre ferugliotheriider har mindst to rødder under deres molariformer. Ferugliotherium estimeres til at have vejet 70 g.
Fortænderne, som udelukkende kendes fra Ferugliotherium, er fremliggende og lange. Tre nedre og fire øvre fortænder kendes. Som det sædvanligvis ses hos pattedyr med tilsvarende udformede (gliriform) fortænder, er de nedre fortænder mere sideværts sammenpressede, er i mindre grad kurvede, danner en større vinkel mellem forsiden og den slidte flade ved tandens spids og er ikke nær så eliptisk i udfromningen som de øvre. Emaljen er begrænset til den side, der vender mod læberne for både de nedre og øvre fortænder (den nedre side for de nedre tænder og den øvre side for tænderne i overmunden).
Eksemplaret MACN Pv-RN 975, som først blev beskrevet af Kielan-Jaworowska og Bonaparte i 1996, er måske et kæbefragment fra Ferugliotherium, selvom det også er blevet identificeret som en ikke-relateret multituberculat. Fossilet har bevaret en klingelignende forkindtand, som er bestemt til at være fjerde forkindtand, og et stykke af kæbebenet under den. Et diastem (mellemrum) findes mellem forkindtanden og den fortand, der ville have været tilstede foran den. Tandskålen til den nedre fortand strækker sig hele vejen gennem fossilet. P4 bærer otte rande på begge sider af den langsgående kam og støttes af to rødder på front og bagside. Den p4, der tilskrives Argentodites, har også otte rande på hver side, som bevæger sig nedad fra tyggehøjene på den øvre del af tanden, og rødder for- og bagtil. Ifølge Kielan-Jaworowska og kolleger adskiller den sig fra den fra MACN Pv-RN 975, idet den har en rundet form i stedet for en kantet form. Dog forklarer Gurovich og Beck denne forskel med at den senere har været udsat for meget mere slid.
To fossiler er blevet fortolket som enkeltstående nedre forkindtænder af Ferugliotherium; ingen af dem betragtes dog stadig som værende sådanne. To andre tænder er blevet bestemt til at være øvre forkindtænder af Ferugliotherium; ligesom med kæbefragmentet kan de også repræsentere en ubestemmelig multituberculat. En af de to har bevaret to langsgående rækker af tyggehøje, hvoraf den ene indeholder fire og den anden mindst to hygghøje. Den anden er ikke nær så godt bevaret, men tegner sig muligvis for samme tandposition. Disse tænder ligner øvre forkindtænder fra multituberculater.
Fire tænder, der formodes at være første nedre molariformer (mf1er) fra Ferugliotherium, kendes, og den eneste tand tilhørende Trapalcotherium formodes også at være en mf1. Ferugliotherium mf1er er stort set rektangulære med rundede hjørner og bærer to langsgående rækker af tyggehøje. Der er fire tyggehøje i tungerækken og tre i læberækken. Tyggehøjrene er forbundet til tyggehøje i den anden række af tværgående rande og adskilt fra tyggehøje i sin egen række af tre tværgående render.To yderst slidte Ferugliotherium-mf1er blev oprindeligt identificeret som øvre kindtænder af Vucetichia gracilis af Bonaparte i 1990. En af de to har bevaret rødderne; ved for- og bagsiden var der to rødder, som var sammenvokset ved deres udspring. mf1eren fra Trapalcotherium adskiller sig kun ved nogle detaljer; blandt andet er tyggehøjene mindre udtalte fra kammene. Den enlige mf2 fra Ferugliotherium er holotypen. Den har to rækker af tyggehøje. Tyggehøjene, der danner par for- og bagtil, er forbundet af en bred rand og de to par er adskilt af en dyp rende. Tværgående rande mellem tygghøjene, der ligner dem som kan observeres hos ferugliotheriider, er ikke registreret hos nogen multituberculater. På den anden side er de overordnede mønstre af tyggehøje og rande hovedsageligt ens blandt Ferugliotherium, Gondwanatherium og Sudamerica, hvilket indikerer at de tre har et meget nært slægtskab.
Én Ferugliotherium-tand menes at være en første øvre molariform (MF1). Den er nærmest rektangulær og har tre langsgående rækker af tyggehøje. Der er fem tyggehøje i den midterste række, hvilke er skråtstillede, fire tyggehøje i en af rækkerne på siden af tanden og to eller tre i den anden rækken på siden. Som på de nedre molariformer er tyggehøjene forbundet af tværgående rande og adskilt af render. LACM 149371, den mystiske tand, der måske tilhører en ferugliotheriid fra Peru, er en triangulær tand med seks eller syv tyggehøje, som er forbundet af kamme og omslutter to dybe fossae (huler) og en tredje smallere fossa.

## Område, økologi og evolution
Med dens lavkronede tænder kan Ferugliotherium have været en insektæder eller en omnivor (altædende), som lignende multituberculater såsom Mesodma, som menes at have spist insekter, andre leddyr, frø og/eller nødder. Slitagen på tænderne fra Ferugliotherium tyder på, at dyret kan have spist plantemateriale. De højkronede sudamericider menes at have været planteædere og har levet af grove planter, selvom deres eksakte diæt ikke kendes. I den evolutionære historie af gondwanatherer menes hypsodonttænder at have udviklet sig fra brachydonte forløbere. Gurovich antager, at de forreste molariformer fra sudamericider kan have udviklet sig fra klingelignende forkindtænder som ses i Ferugliotherium.
Fossiler fra argentinske ferugliotheriider kommer fra Los Alamitos (Ferugliotherium), La Colonia (Ferugliotherium og Argentodites) og Allenformationen (Trapalcotherium). Alle tre er omkring samme alder, dateret til Campanium (84-71 mya) eller mere sandsynligt Maastrichtium (71-66 mya), men La Colonia-formationen er muligvis lidt yngre. Los Alamitos- og Allenformationerne kan have været afsat i et marskområde, og aflejringsområdet for La Colonia-formationerne kan have været et æstuarium, vade eller en kystslette.